# Cirroteuthis massyae
Cirroteuthis massyae är en bläckfiskart som beskrevs av Grimpe 1920. Cirroteuthis massyae ingår i släktet Cirroteuthis och familjen Cirroteuthidae. Inga underarter finns listade i Catalogue of Life.